# Abid Riaz Qureshi
Abid Riaz Qureshi ist ein amerikanischer Anwalt pakistanischer Herkunft, der als Bundesrichter des United States District Court for the District of Columbia nominiert wurde.

## Lebenslauf
Qureshi schloss 1993 ein Studium an der Cornell University mit dem Bachelor of Arts summa cum laude ab. 1977 wurde er an der Harvard Law School cum laude promoviert. Er hat seine gesamte Karriere als Rechtsanwalt in den Washingtoner Büros von Latham & Watkins verbracht, spezialisiert auf Fälle des Gesetzes gegen unberechtigte Ansprüche, Gesundheitswesens, Betrugs und Wertpapierangelegenheiten. Derzeit ist er als Vorsitzender des Pro Bono Committee des Unternehmens. Von 2006 bis 2011 war er Co-Vorsitzender der Abteilung für Rechtsstreitigkeiten. Seit 2015 ist er Mitglied des Legal Ethics Committee der District of Columbia Bar Association’s.

## Ernennung zum United States District Court
Am 6. September 2016 benannte Präsident Obama Qureshi als Nachfolger von Rosemary M. Collyer als United States District Richter des United States District Court für den District of Columbia. Seine Nominierung ist derzeit anhängig vor dem Senate Judiciary Committee.
Qureshi ist das erste Muslim, der als Bundesrichter der Vereinigten Staaten dienen würde.